# 銭洲
銭洲（ぜにす）とは、伊豆半島石廊崎の南方約70kmの海上に位置する伊豆諸島の島（岩礁群）。行政区画は東京都神津島村に属する。
銭州、ゼニスと表記されることもある。別名「銭島」。

## 地理
伊豆諸島の最西端に位置する3つの岩礁群であり、神津島からは南西へ約36km、船で約2時間の地点にある。
大きく2か所（北東と南西）に分かれた岩礁群から構成されており、それぞれ北から「ダルマ」「ヒラッタイ」「ネープルス」と呼ばれている、両者の間はおよそ2km隔たっている。北東のグループはダルマ岩礁群と呼ばれる。南西のグループはさらに2つに分けられ、北側を「ヒラッタイ岩礁群」、南側を「ネープルス岩礁群」と呼ぶ。
ダルマ岩礁群
2つの岩礁からなる。
- 外ダルマ (5m)、内ダルマ (6m)

ヒラッタイ岩礁群
ダルマ岩礁群の南西2.3kmに位置する。
- 外ヒラッタイ (4m)、中ヒラッタイ、内ヒラッタイ、エビ根

ネープルス岩礁群
ヒラッタイ岩礁群の南200mに位置する。最高地点（標高10m程度）がある。
- 大根 (11m)、石山根、カド、マンナカ、ソト

海底地形から見れば、大室ダシ～新島～式根島～神津島～銭洲と、北東-南西に連なる小さな海嶺（銭洲海嶺）の頂部のひとつである。岩礁群周辺は水深200m以浅の浅堆（魚礁）となっている。岩礁群周辺の浅堆も含めて「銭洲」と呼ぶ例もある。
ダルマ岩礁群の北東にある最浅水深55mの「渡り瀬」の他にも、銭洲周辺にはいくつかの浅所がある。
また、GPSを利用した測量による地殻変動の調査が行われている。

## 自然環境
周辺は漁礁を形成しており、過去にはニホンアシカが生息していたり、好漁場として非常に古くから知られていたなど魚介類が豊富に生息している。「銭洲」という名の由来も、魚が非常に捕れ、漁師が行けば「銭になる」ことから来ているとされる。
近年でも釣り人にとって有名なスポットであり、漁船で上陸して釣りを楽しむ者もいる。また、スキューバダイビングのポイントとしても知られており、ウミガメやサメなども生息している他にも、クジラやイルカが周辺に現れることもある。

## 歴史

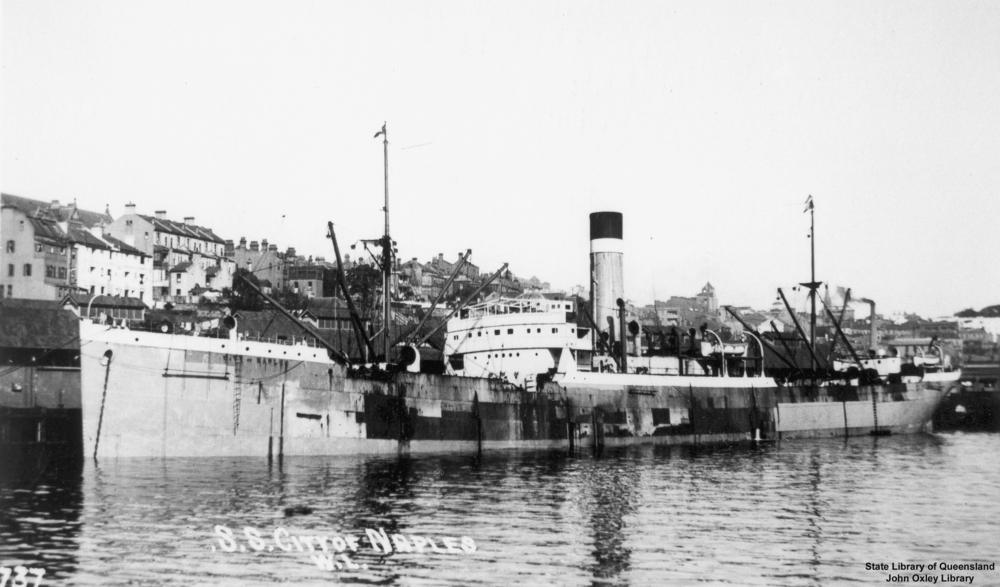
シティ・オブ・ネープルス号

1926年（大正15年）6月25日、イギリスのエレマン・ラインズ社 (Ellerman Lines) 所属の商船「シティ・オブ・ネープルス」号 (SS City of Naples) が、神戸港から横浜港に向かう途中、暴風雨に見舞われ銭洲に座礁した。乗組員73名全員は日本海軍の軍艦「春日」によって救助された。「ネープルス」の名称はこの船の名にちなんだ神津島の人々による呼称であった。
1935年（昭和10年）、東京府水産試験場が七島丸で水産資源を調査した。系統的調査が行われたのはこれが初とされる。
2015年6月、ネープルス岩礁群に一等三角点「銭洲」が設置された。現地には標石がある。

## 位置情報
- 北緯33度57分14秒 東経138度49分44秒 / 北緯33.95389度 東経138.82889度
- 銭洲［南東］ - 地理院地図
- 33.953889, 138.828889 (銭洲) - Google マップ